# Eden, Maryland
Eden är en ort i Somerset County i delstaten Maryland, USA.